# Болешево
Болешево (пол. Boleszewo) — село в Польщі, у гміні Славно Славенського повіту Західнопоморського воєводства.
Населення — 444 особи (2011).

## Демографія
Демографічна структура станом на 31 березня 2011 року:
|          | Загалом | Допрацездатний вік | Працездатний вік | Постпрацездатний вік |
| -------- | ------- | ------------------ | ---------------- | -------------------- |
| Чоловіки | 226     | 50                 | 166              | 10                   |
| Жінки    | 218     | 39                 | 130              | 49                   |
| Разом    | 444     | 89                 | 296              | 59                   |